# Diskursmonitor
Der Diskursmonitor ist ein Online-Portal, das Sprachgebrauch und strategische Kommunikation in politischen und medialen Diskursen untersucht und dokumentiert. Das Portal wurde von der Forschungsgruppe „Diskursmonitor und Diskursintervention“ im Jahr 2019 gegründet und veröffentlicht seitdem Analysen zu aktuellen Debatten, Schlagwörtern und Handlungsmustern. Das Portal wendet sich nicht nur an wissenschaftliches Publikum, sondern will politisch unabhängig auch Politiker, Journalisten und Lehrkräfte über strategischen Sprachgebrauch aufklären.

## Hintergrund und Konzept
Das Portal (ISSN 2700-2853) wurde 2019 gegründet und wird von dem Diskurslinguisten Friedemann Vogel (Universität Siegen) koordiniert. Die damit verbundene Forschungsgruppe setzt sich aus Wissenschaftlerinnen und Wissenschaftler verschiedener Fachrichtungen (mehrheitlich Sprachwissenschaft und Diskursforschung), Standorte und Qualifikationsstufen zusammen.
Das Dokumentationsportal verfolgt ein diskursanalytisches Erkenntnisinteresse: Ziel ist dabei zu untersuchen, welche Interessengruppen (zum Beispiel Politiker, Lobbyisten, Behörden, Protestgruppen usw.) sich welcher Sprachmuster und Kommunikationsstrategien bedienen, um Einfluss auf das Denken, Handeln und Fühlen von Personen(gruppen) zu nehmen und damit ihre Interessen gegen Rivalen durchzusetzen. Die Analysen verfolgen einen empirischen Anspruch, das heißt, es wird Wert darauf gelegt, dass Hypothesen auf die transparente Auswertung und Interpretation von authentischen Sprachdaten basieren. Zum Methodenspektrum gehören sowohl qualitative Textanalyse, diskurshermeneutische, begriffshistorische sowie computergestützte Analysen in (teilweise sehr großen) kontrollierten Textkorpora.
Das Portal verfolgt über die Analyse hinaus ein emanzipatorisches, „diskursintervenierendes“ Ziel: es möchte (möglichst) wertneutral über kommunikationsstrategische Praktiken und Techniken aufklären und damit zur „Kultivierung öffentlicher Diskurse“ beitragen. In diesem Sinne ist versteht sich das Portal als Teil des Wissenstransfers.

## Inhalte
Das Portal verfügt aktuell (Stand Februar 2025) über zwei aktive Bereiche, das DiskursGlossar und die DiskursReview.
Das auf dem Portal veröffentlichte DiskursGlossar ist ein „Online-Lexikon zur strategischen Kommunikation“. Es verfolgt das Ziel, in etwa 300 Artikeln die Essenz der interdisziplinären Diskursforschung zusammenzutragen und für ein fachübergreifendes Publikum aufzubereiten. Die Textstruktur der Artikel ist entsprechend aufgebaut: eine Kurzzusammenfassung und eine Beispielsektion sollen das jeweilige Phänomen möglichst alltagsnah beschreiben, die erweiterte Begriffsklärung fachliche Hintergründe bereitstellen.
Die Artikel werden außerdem in fünf Themenbereichen eingeteilt:
1. Artikel zu politolinguistischen Grundbegriffen erläutern zentrale Fachwörter, die oft zur Beschreibung von öffentlicher Sprache, Debatten und kommunikativen Strategien eingesetzt werden (zum Beispiel „Macht“, „Diskurs“, „Semantischer Kampf“, „Agenda Setting“, „Narrativ“, „Kollektivsymbol“ u. ä.).
2. Schlagwort-Artikel beschreiben die Verwendung von Begriffen, die in Medien- und Politikdebatten eine wichtige Rolle spielen, aber weder nur tagesaktuell noch historische Zeitwörter darstellen (zum Beispiel die Wörter „Altpartei“, „Elite“, „geschlechtergerechte Sprache“, „Lügenpresse“ oder „Kipppunkt“).
3. Artikel zu kommunikationsstrategischen Praktiken und Techniken beschreiben strategische Handlungsmuster, die in politischen, medialen oder rechtlichen Auseinandersetzungen oft eingesetzt werden (zum Beispiel Flashmobs, Werbung, Adbusting, Hashtags, Kampagnen, Memes, Likes, Passivierung, oder auch Argumentationsmustern wie der Opfer- oder Autoritätstopos und viele andere). Die Texte erläutern, wie diese Techniken entstanden sind, mit welchen Zielen sie eingesetzt werden und welche Gegenstrategien sich beobachten lassen.
4. Artikel im Bereich Diskurssemantische Verschiebungen und Effekte beschreiben typische Veränderungen im Denken, Handeln und Fühlen von Personengruppen, die mit sprachlichen Strategien herbeigeführt werden sollen (zum Beispiel, wenn ein Politiker einen Sachverhalt oder eine Person mit sprachlichen Mitteln als „(un)menschlicher“, „(ir)rationaler“, „(un)emotionaler“, „mehr/weniger kriminell“ und perspektivieren versucht).
5. Im Bereich Diskurskonstellationen versuchen Artikel verschiedene Debattenkulturen zu beschreiben, zum Beispiel was macht einen „Krieg“, eine „Krise“, einen „Shitstorm“ oder „Skandal“ aus sprach- und kommunikationsanalytischer Perspektive aus, welche sprachliche Denkschablonen gibt es, welche Strategien werden typischerweise verwendet usw.

Das Glossar soll dazu beitragen, kommunikative Strategien in der öffentlichen Praxis besser zu erkennen und zu kritisieren. Es erscheint zusätzlich in gedruckter Form, wird aber vor allem als Open-Access-Ressource in Fachdiskurs und wissenschaftlicher Ausbildung eingesetzt.
Neben dem DiskursGlossar findet sich auf dem Portal die Rubrik DiskursReview, auf der in regelmäßigen Abständen kurzfristige Sprachanalysen zu aktuellen Ereignissen veröffentlicht werden. Hierzu zählen mehrere Beiträge zur Sprache in der Corona-Pandemie und ein Schlagwort-Lexikon zum Russisch-Ukrainischen Krieg.
Der Diskursmonitor gibt auch die frei zugängliche und verschlagwortete DiskursBibliographie heraus, die über 1000 einschlägige „Publikationen aus der Diskursforschung mit den thematischen Schwerpunkten strategische und politische Kommunikation“ versammelt.

## Rezeption
Die Texte und Sprachanalysen des Portals werden als „spannende“ und „innovative Online-Ressource“ in der Forschung zur politischen Sprache und Diskursanalyse rezipiert. Aufgegriffen und als Quelle herangezogen werden die Beiträge auch in der Deutschdidaktik, auf Social Media oder von journalistischen Redaktionen. Die „Schlaglichter des Kriegsdiskurses“ – eines der ersten Kurzglossars zum politischen (deutschsprachigen) Sprachgebrauch im russisch-ukrainischen Kriegsdiskurs – wurden im Fach- als auch Mediendiskurs vielfach zur Kenntnis genommen.
Im März 2025 erschien im Deutschlandfunk ein vierteiliger Podcast zum Thema „Die Macht der Worte“, die zahlreiche Konzepte und Forschungsergebnisse (zu Schlagwörtern, Freund-Feind-Begriffen u. a.) des Diskursmonitors aufgreift und für ein breites Hörpublikum aufbereitet. Die Begleittexte zur Sendung erschienen im Diskursmonitor.